# Villiers-le-Pré
Villiers-le-Pré é uma comuna francesa na região administrativa da Normandia, no departamento Mancha. Estende-se por uma área de 7,92 km². Em 2010 a comuna tinha 192 habitantes (densidade: 24,2 hab./km²).